# Estado principesco
Os Estados principescos da Índia eram principados ou reinos que existiram no subcontinente indiano durante o Raj britânico e sobre os quais reinava um soberano local, chamado de "príncipe" pelos britânicos, mas que eram na verdade reis de pleno direito. Os Estados principescos gozavam de uma autonomia local e possuíam suas próprias leis, línguas, feriados, ministros e monarcas, mas se encontravam sob proteção britânica, o que os tornava essencialmente vassalos. Quando da independência em 1947, havia 641 Estados principescos, representados por uma câmara especial da assembléia legislativa indiana chamada Câmara dos Príncipes (House of Princes, em inglês).
Os dirigentes hindus menos poderosos intitulavam-se Thakur, termo de origem bengali equivalente a "xátria". A maioria dos soberanos hindus utilizava o título de rajá (rei) (ou uma de suas variantes: rai, rana, rawai, rao, raya ou rawat); os mais importantes acrescentavam o prefixo maha - que significa "grande" - como em marajá, marahana etc. O título de Chhatrapati ("imperador") era utilizado apenas pelos descendentes da dinastia marata. Os dirigentes muçulmanos intitulavam-se nababos, à exceção do nizã de Hiderabade e dos uális (ou cãs) de Kalat e de Swat.
Antes da colonização britânica, a dinastia Mogol chegou a dominar a maior parte do subcontinente indiano do século XVI até o século XVIII, utilizando o título de Badishah (Badishah ou Badshah significa "Grande Rei" ou "Rei dos Reis", um pouco próximo do título de imperador). No século XVIII passaram a ter uma rivalidade com os Maratas, com quem tinham conflitos constantes, até este últimos virem seu território se fragmentar em uma confederação de estados e então serem conquistados pelos britânicos em 1818.
Durante a Revolta dos Sipaios, os sipaios rebeldes capturaram Deli e proclamaram o imperador mogol Badur Xá II como Badishah-e-Hind, ou "Imperador da Índia". Ele tinha pouco ou nenhum controle sobre a rebelião. Os britânicos esmagaram a rebelião, capturaram Badur e o exilaram em Rangum, Birmânia em 1858, o que levou a dinastia Mogol ao fim, e o título deixou de existir após sua morte em 1862.
Após a Companhia Britânica das Índias Orientais depor o imperador Mogol, e depois do governo britânico dissolver a companhia em 1874, à rainha Vitória foi dado o título de "Imperatriz da Índia" (ou Kaiser-i-Hind, uma forma cunhada pelo orientalista GW Leitner em uma tentativa deliberada para dissociar o domínio imperial britânico das dinastias anteriores) pelo Ato de Títulos Reais de 1876, de 1 de maio de 1876. O novo título foi proclamado no Delhi Durbar de 1877.
O sistema de salva de tiros foi usado para definir inequivocamente a precedência dos principais governantes na área em que a Companhia Britânica das Índias Orientais estava ativa, ou geralmente dos estados e suas dinastias. Como chefes de Estado, certos governantes principescos tinham o direito de ser saudados pelo disparo de um número ímpar de canhões entre três e 21.
Na época da independência da Índia, apenas cinco governantes - o nizã de Hiderabade, o marajá de Maiçor, o marajá de Jamu e Caxemira, o Marajá de Baroda e o Marajá de Gwalior - tinham direito a uma salva de 21 tiros. Mais cinco - o Nababo de Bopal, o marajá de Indore, o marajá de Udaipur, o marajá de Colhapur, o marajá de Patiala e o marajá de Travancore - tinham direito a  salva de 19 tiros. O governante principesco mais antigo era o nizã de Hiderabade, que tinha direito ao estilo único Alteza Exaltada e salva de 21 tiros. Outros governantes principescos intitulados para saudações de 11 tiros (logo 9 tiros também) ou mais tinham direito ao estilo "Alteza". Nenhum estilo especial foi usado por governantes com direito a menores salvas de tiros.
Como "governante supremo", e sucessor dos Mogol, o "Imperador-rei" britânico da Índia, para quem o estilo de "Majestade" era reservado, tinha direito a uma salva de tiros imperial de 101 tiros - na tradição europeia também o número de tiros disparadas para anunciar o nascimento de um herdeiro (masculino) ao trono.